# Argent-sur-Sauldre
Argent-sur-Sauldre [aʁʒɑ̃ syʁ soldʁ] (Argent an der Sauldre) ist eine französische Gemeinde mit 2.040 Einwohnern (1. Januar 2022) im Département Cher in der Region Centre-Val de Loire.

## Lage
Die kleine Stadt in der Sologne liegt 170 Kilometer südlich von Paris, in der Nähe von Orléans (60 km), Bourges (55 km) und Gien (20 km) an der Grande Sauldre, dem bedeutenderen der beiden Ursprünge der Sauldre, einem rechten Nebenfluss des Cher. Hier mündet auch der Zufluss Oisenotte in die Grande Sauldre, die nördlich des Flusses vom Canal de la Sauldre begleitet wird. Nordwestlich des Ortes befindet sich, teilweise auf dem Gebiet der Gemeinde, mit einem künstlich angelegten Teich, dem Étang du Puits, das größte stehende Gewässer des französischen Naturraums Sologne.

## Geschichte
Der Ort Argent wurde vermutlich im 8. Jahrhundert gegründet. 1223 ist er mit dem westlichen Nachbarort Clémont als Besitz eines Guillaume de Seuly bekannt.

### Bevölkerungsentwicklung
| Jahr      | 1962 | 1968 | 1975 | 1982 | 1990 | 1999 | 2008 | 2018 |
| Einwohner | 2464 | 2614 | 2737 | 2687 | 2525 | 2502 | 2224 | 2082 |

## Kultur und Sehenswürdigkeiten
- ein 1776–1778 erbautes Schloss, das Château de Saint-Maur (Denkmalschutz seit 2002)
- die in ihren Ursprüngen aus dem 8. Jahrhundert stammende Kirche Saint-André (Denkmalschutz seit 1944)
- der 1864 angelegte, 160 Hektar große Étang du Puits

Siehe auch: Liste der Monuments historiques in Argent-sur-Sauldre

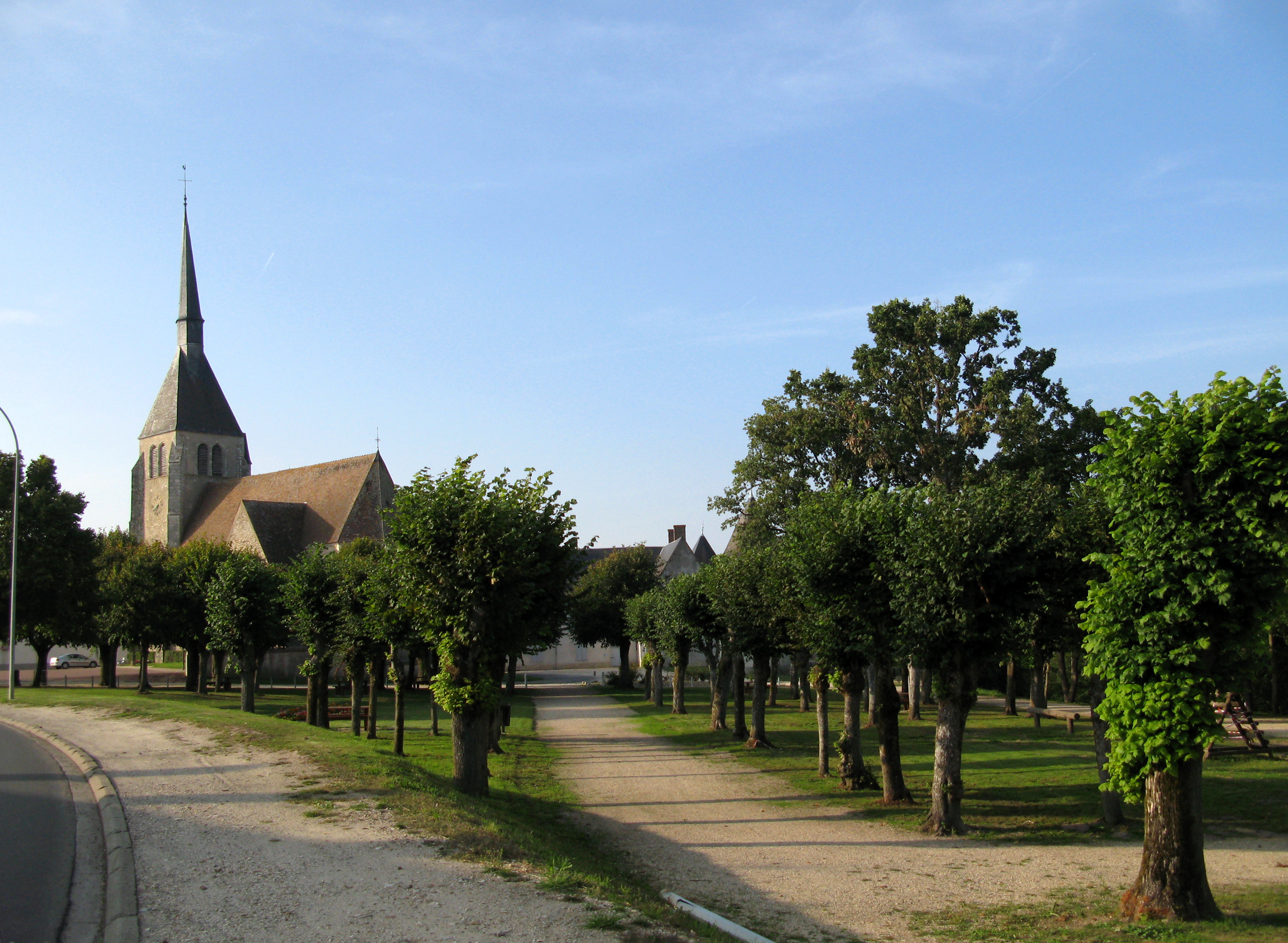
Place de l’Abbé Lauzier und Kirche Saint-André
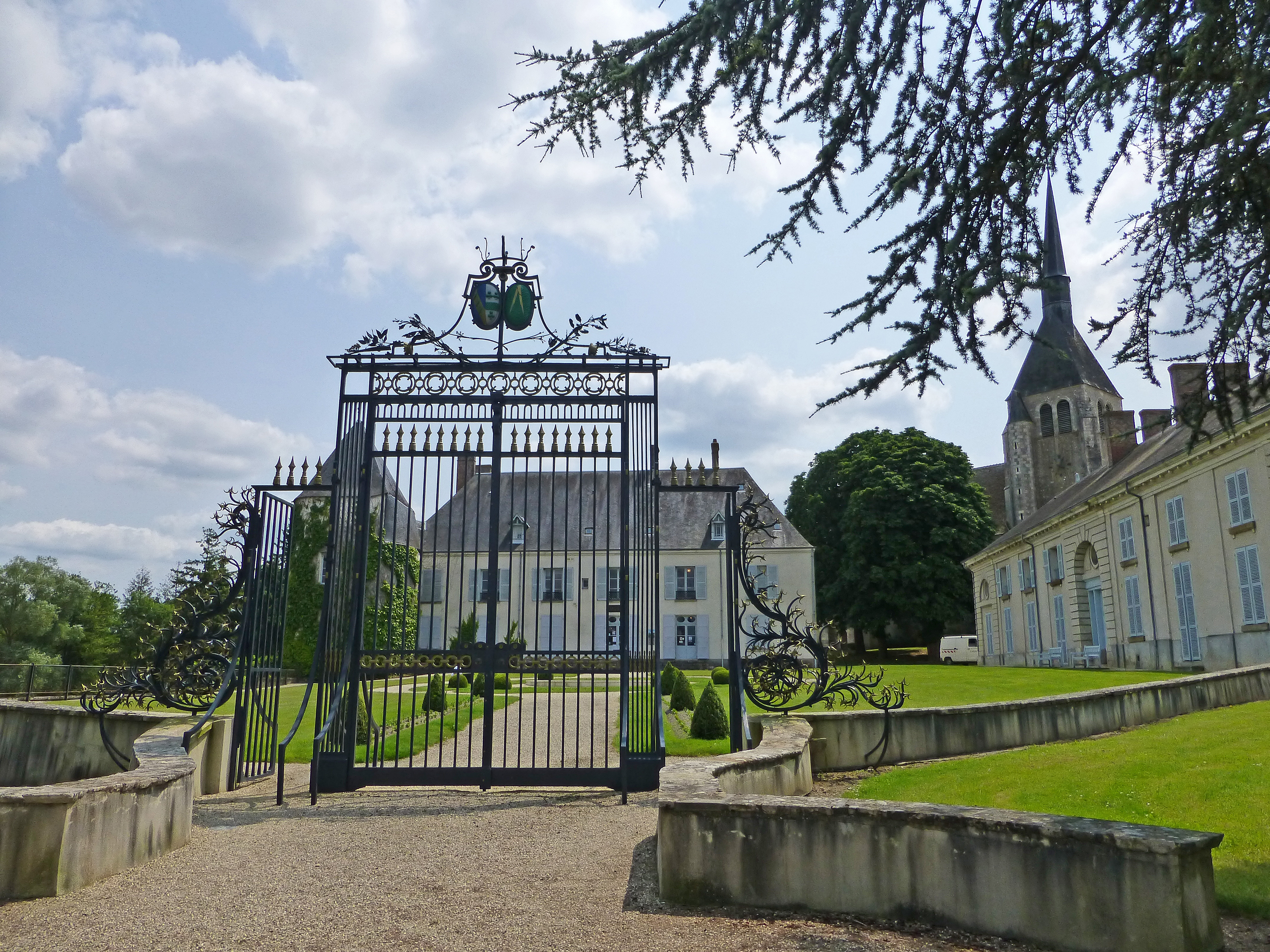
Château de Saint-Maur
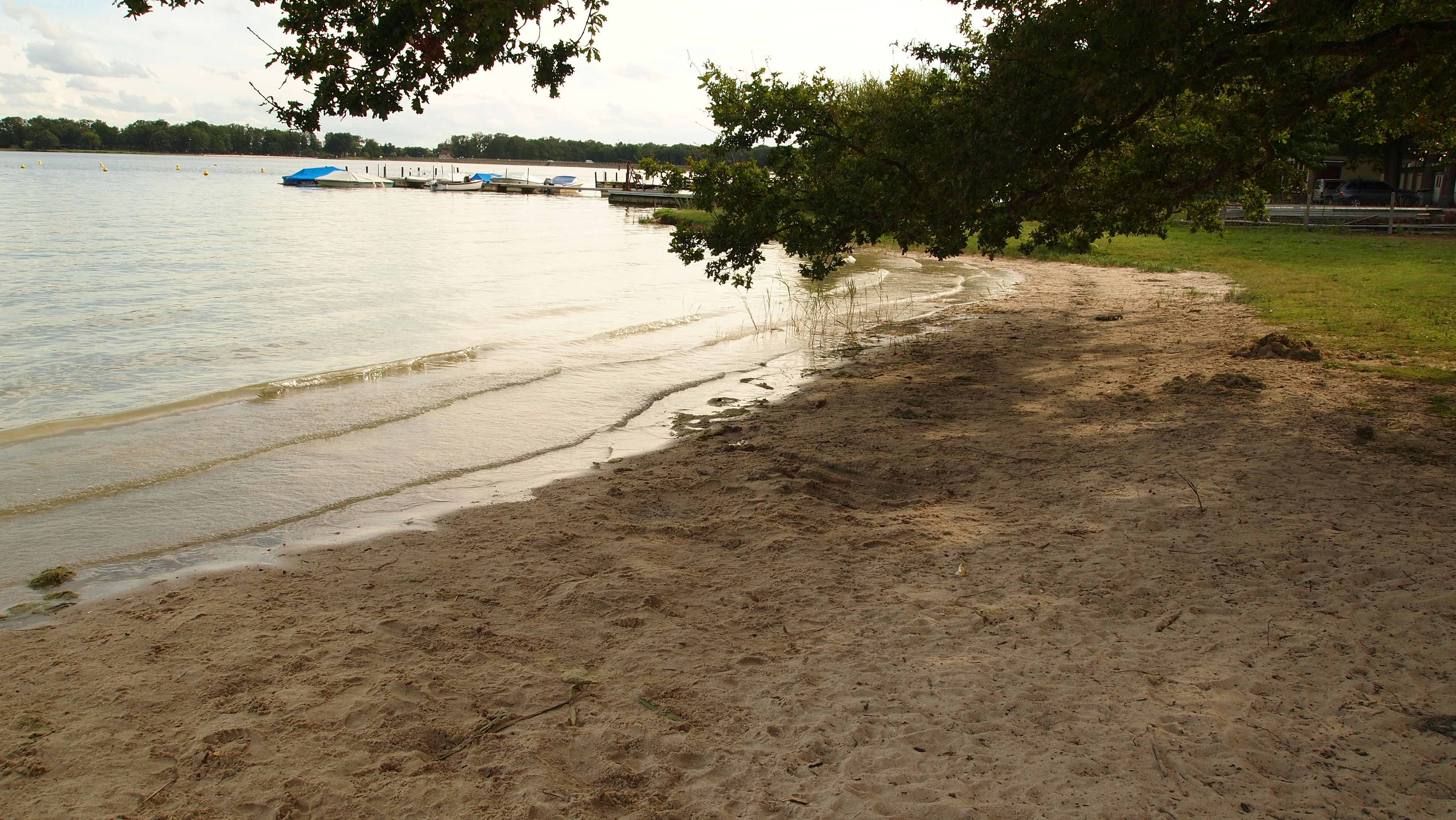
Étang du Puits

### Freizeit und Tourismus
Argent verfügt über einen Campingplatz. Mit Fahrrad-Draisinen ist der südlich gelegene Nachbarort Aubigny-sur-Nère auf Schienen erreichbar. Der Étang du Puits bietet u. a. die Möglichkeit von Bootsfahrten. Im Ort existiert ein Kino, mehrere Veranstaltungen (z. B. das Mairosenfest (franz. Fête de la rose de mai) und sportliche Wettbewerbe) finden im Lauf des Jahres statt.

## Wirtschaft und Infrastruktur

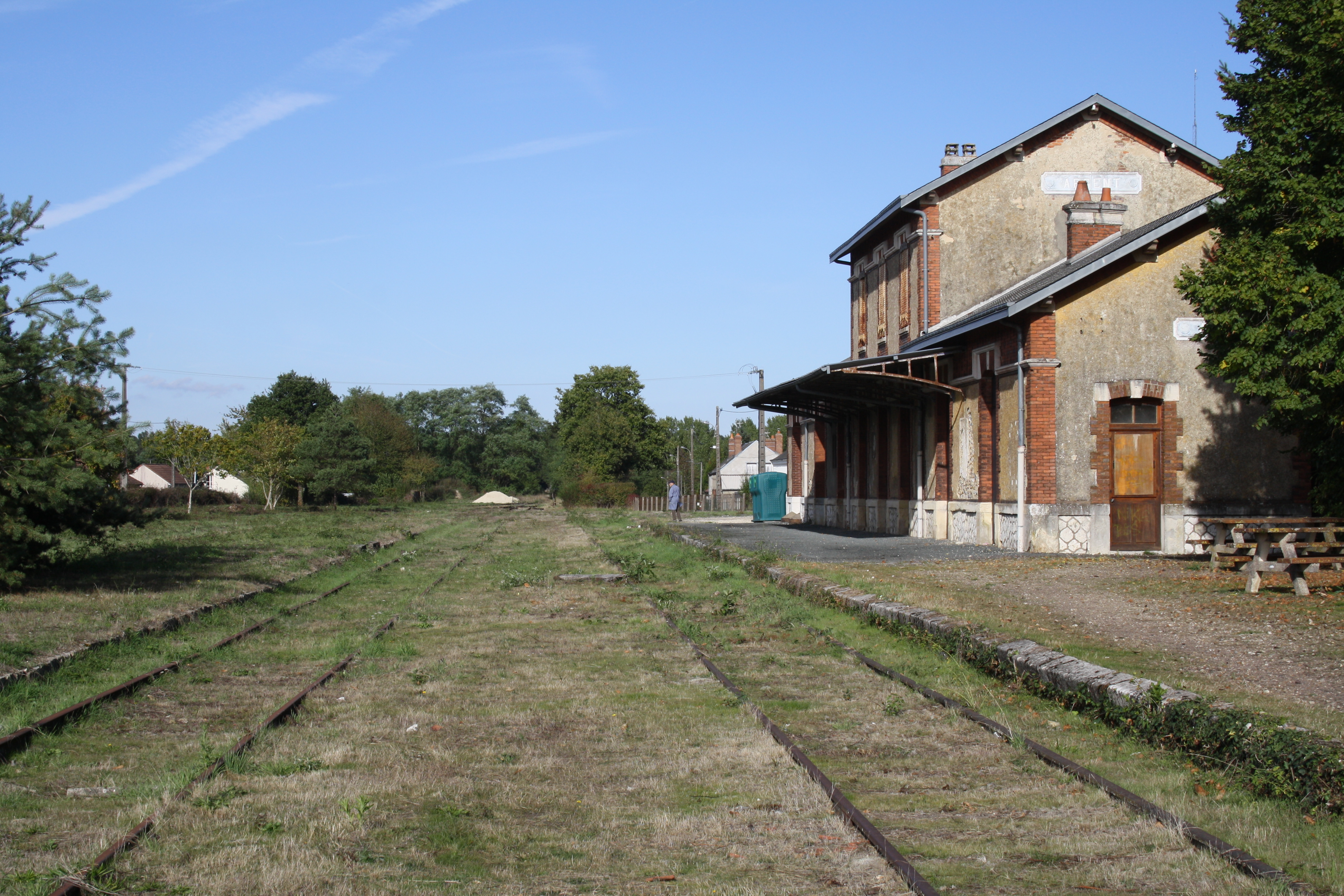
Bahnhof

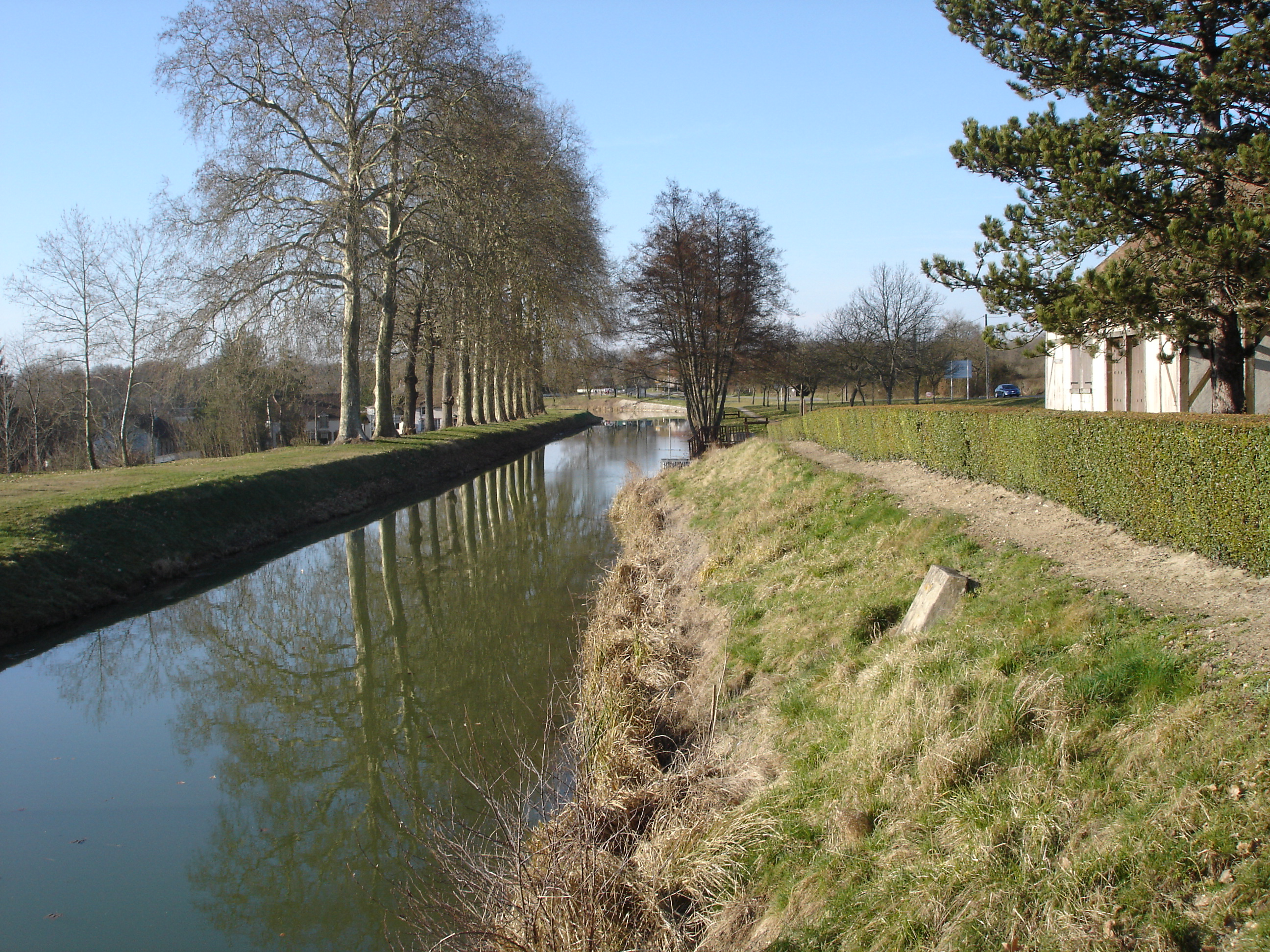
Canal de la Sauldre in Argent-sur-Sauldre

Der Lehmboden führte bereits im 8. Jahrhundert zu einer Ziegelindustrie, die Fayencen von Gien haben hier ihren materiellen Ursprung. Seit 1847 werden im Ort selbst Tonwaren industriell hergestellt. Mit Beginn des 20. Jahrhunderts entstanden u. a. Steinbrüche sowie eine Holz- und Bekleidungsindustrie. Seinen wirtschaftlichen Aufschwung verdankte Argent auch seiner günstigen Lage als Knotenpunkt von Straßen, Bahnstrecken und dem Kanal.

### Verkehrsanbindung
Der Bahnhof der Stadt verband sie über eine, teilweise noch existierende, normalspurige Bahnstrecke mit Bourges und Orleans sowie mit Gien und über die im Reiseverkehr bereits 1939 eingestellte Schmalspurbahn Chemin de fer du Blanc-Argent mit Romorantin und Le Blanc. Die ebenfalls hier endende Schmalspurbahn aus La Guerche-sur-l’Aubois wurde 1948 stillgelegt.
Argent ist Kreuzungspunkt mehrerer Departementsstraßen, bedeutendste ist die ehemalige Route nationale 140, die in diesem Bereich zur D 940 herabgestuft wurde. Aktuell verkehren Regionalbusse nach Bourges und Gien.
Durch das Gemeindegebiet und den Ort Argent verläuft der Mitte des 19. Jahrhunderts gebaute Canal de la Sauldre, der allerdings keine Funktion als Schifffahrtsweg mehr aufweist.